# Підводні човни типу «Сава»
| Підводні човни типу «Сава»                  | Підводні човни типу «Сава»                             | Підводні човни типу «Сава»                             |
| ------------------------------------------- | ------------------------------------------------------ | ------------------------------------------------------ |
| Подморнице класе Сава Podmornice klase Sava |                                                        |                                                        |
|                                             |                                                        |                                                        |
|                                             |                                                        |                                                        |
| Під прапором                                | Югославія · Військово-морські сили Сербія і Чорногорія | Югославія · Військово-морські сили Сербія і Чорногорія |
| Проєкт                                      |                                                        |                                                        |
| Основні характеристики                      |                                                        |                                                        |
| Швидкість (надводна)                        | 10 вузлів                                              | 10 вузлів                                              |
| Швидкість (підводна)                        | 16 вузлів                                              | 16 вузлів                                              |
| Робоча глибина занурення                    | 250 м                                                  | 250 м                                                  |
| Гранична глибина занурення                  | 300 м                                                  | 300 м                                                  |
| Автономність плавання                       | 4800 миль (на 9 вузлах)                                | 4800 миль (на 9 вузлах)                                |
| Екіпаж                                      | 35 чоловік                                             | 35 чоловік                                             |
| Розміри                                     |                                                        |                                                        |
| Довжина найбільша (по КВЛ)                  | 55,8 м                                                 | 55,8 м                                                 |
| Ширина корпусу найб.                        | 7,2 м                                                  | 7,2 м                                                  |
| Середня осадка (по КВЛ)                     | 5,1 м                                                  | 5,1 м                                                  |
| Водотоннажність надводна                    | 834 т                                                  | 834 т                                                  |
| Озброєння                                   |                                                        |                                                        |
| Торпедно- мінне озброєння                   | 6 x 533-мм ТА 20 мін або 10 запасних торпед            | 6 x 533-мм ТА 20 мін або 10 запасних торпед            |

Підво́дні човни типу «Сава» (серб. Подморнице класе Сава, хорв. Podmornice klase Sava) — підводні човни ВМС Югославії 1970—2000-х років. За післявоєнною традицією, названий на честь річки Сави.

## Історія створення
Підво́дні човни типу «Сава» були збудовані на верфі «Brodogradilište specijalnih objekata» у Спліті.
Це був подальший розвиток проєкту «Херой». Нові човни мали більший ступінь автоматизації, що дозволило зменшити кількість членів екіпажу та розміри човнів при збереженні їх тактико-технічних даних.

## Представники
| Назва         | Заводський номер | Закладено | Спущено на воду | Ввід у стрій | Доля                                           |
| ------------- | ---------------- | --------- | --------------- | ------------ | ---------------------------------------------- |
| «Сава» Сава   | П-831            | 1975 рік  | 1977 рік        | 1978 рік     | знятий з озброєння у 2006 році, зданий на злам |
| «Драва» Драва | П-832            | 1978 рік  | 1980 рік        | 1981 рік     | знятий з озброєння у 2003 році, зданий на злам |